# Yang Dae-hyuk
Yang Dae-hyuk (en hangul, 양대혁), es un actor surcoreano.

## Carrera
Es miembro de la agencia "비스터스엔터테인먼트".
En 2020 se unió al elenco recurrente de la serie Welcome (también conocida como "Meow, the Secret Boy") donde interpretó a Cha Sang-kwon, un diseñador de "Nalsaem Design".
En mayo del mismo año se unió al elenco recurrente de la serie Sweet Munchies donde dio vida al productor Nam Gyu-jang.
En septiembre del mismo año se unió al elenco recurrente de la serie 18 Again (también conocida como "Eighteen Again") donde interpretó a Nam Ki-tae, un colega de trabajo de Hong Dae-young y presentador de "JBC", hasta el final de la serie el 10 de noviembre del mismo año.

## Filmografía

### Series de televisión
| Año     | Título                                | Personaje                        | Notas                           | Ref.        |
| ------- | ------------------------------------- | -------------------------------- | ------------------------------- | ----------- |
| 2015    | House of Bluebird                     | Mesero                           |                                 |             |
| 2016    | Signal                                | Det. Hong Won-seo                |                                 |             |
| 2016    | The Gentlemen of Wolgyesu Tailor Shop | Yoo Dae-ri                       |                                 |             |
| 2017    | Moonlight Sonata                      | Nah Sung-joon                    |                                 |             |
| 2017    | Sisters-in-Law                        | Jang Hyun-soo                    |                                 |             |
| 2017    | The Package                           | Empleado de Lohas Finance Center |                                 |             |
| 2017    | Go Back Couple                        | Miembro del Depto. de Historia   |                                 |             |
| 2017    | Prison Playbook                       | Corporal Choi                    | Ep. 1                           |             |
| 2017    | Smashing on Your Back                 | Enfermero del hospital           |                                 |             |
| 2017    | Misty                                 | Director de piso                 |                                 |             |
| 2018    | Short                                 | -                                |                                 |             |
| 2018    | The Third Charm                       | -                                |                                 |             |
| 2018    | Doctor Prisoner                       | Kang Sun-woo                     |                                 |             |
| 2019    | Drama Special Season 10: Hidden       | Song Jae-ho                      | 1 episodio                      | [ 5 ]       |
| 2020    | My Holo Love                          | Lee Dong-sik                     |                                 |             |
| 2020    | Welcome                               | Cha Sang-kwon                    |                                 |             |
| 2020    | Mystic Pop-up Bar                     | Hombre Grosero                   | Ep. 1                           |             |
| 2020    | Sweet Munchies                        | Nam Gyu-jang                     | 12 episodios                    |             |
| 2020    | 18 Again                              | Nam Ki-tae                       |                                 |             |
| 2020    | Start-Up                              | Choi Yang-won                    | Aparición especial, 2 episodios |             |
| 2022    | Bad and Crazy                         | Park Sung-gwan                   | Aparición especial, 2 episodios |             |
| 2022-23 | Three Bold Siblings                   | Jo Nam-soo                       |                                 | [ 6 ]       |
| 2024    | Beauty and Mr. Romantic               | Park Do-sik                      |                                 | [ 7 ] [ 8 ] |
| 2024    | Una maleta                            | Oh Jin-beom                      |                                 |             |
| 2025    | Nuestro Seúl por descubrir            | Hwang Yun-ho                     |                                 | [ 9 ]       |

### Películas
| Año  | Título          | Personaje                 | Notas                                                                      |
| ---- | --------------- | ------------------------- | -------------------------------------------------------------------------- |
| 2013 | Sleepless Night | Sacerdote                 | junto a Kim Soo-hyun, Kim Joo-ryung y Jung Dae-yong                        |
| 2015 | 순간의 목격자들 | 형우                      |                                                                            |
| 2015 | 초능력소년      | 갑진                      |                                                                            |
| 2018 | Home (홈)       | Entrenador de Fútbol      | junto a Lee Hyo-je, Heo Joon-seok, Im Tae-poong, Kim Ha-na y Yang Hyun-min |
| 2019 | Ashfall         | Agente de la Habitación 2 | junto a Lee Byung-hun, Ha Jung-woo, Ma Dong-seok, Bae Suzy y Jeon Hye-jin  |

### Anuncios
| Año | Título             | Notas |
| --- | ------------------ | ----- |
| -   | 리니지 2 레볼루션  |       |
| -   | 쉐보레 스파크      |       |
| -   | 한국수력원자력     |       |
| -   | 한샘 침대          |       |
| -   | 삼성 패밀리 허브   |       |
| -   | 인천국제공항면세점 |       |
| -   | SKT                |       |
| -   | 현대카드           |       |
| -   | 구글플레이         |       |
| -   | 맥도날드           |       |
| -   | 삼성 노트북9       |       |
| -   | 웅진 코웨이        |       |
| -   | 바디프랜드         |       |
| -   | 캐치플래그         |       |